# Cercomantispa tristis
Cercomantispa tristis is een insect uit de familie van de Mantispidae, die tot de orde netvleugeligen (Neuroptera) behoort. 
Cercomantispa tristis is voor het eerst wetenschappelijk beschreven door Navás in 1936.